# 2002 v loďstvech
Tento článek obsahuje významné události v oblasti loďstev v roce 2002.

## Lodě vstoupivší do služby
- ? –  Gómez Roca (P-46) – korveta třídy Espora

- 6. března –  Ariake (DD-109) – torpédoborec třídy Murasame

- 19. března –  Akebono (DD-108) – torpédoborec třídy Murasame

- 4. června –  ORP Sokół – ponorka třídy Kobben[1]

- 6. června –  HMS St Albans (F83) – fregata Typu 23 Norfolk

- 22. června –  USS Shoup (DDG-86) – torpédoborec třídy Arleigh Burke[2]

- 28. června –  ORP Generał Kazimierz Pułaski – fregata třídy Oliver Hazard Perry, ex-USS Wadsworth (FFG-9)[3]

- 11. července –  USNS Brittin (T-AKR 305) – transportní loď třídy Bob Hope

- 16. srpna –  ORP Sęp – ponorka třídy Kobben[1]

- 17. srpna –  USS McCampbell (DDG-85) – torpédoborec třídy Arleigh Burke[4]

- 17. srpna –  HMAS Stuart (FFH 153) – fregata třídy Anzac

- 19. září –  Álvaro de Bazán (F101) – fregata třídy Álvaro de Bazán

- října –  HMS Echo (H87) – výzkumná loď třídy Echo

- 9. listopadu –  USS Preble (DDG-88) – torpédoborec třídy Arleigh Burke[5]